# Jackson Odell
Jackson Reid Odell (* 2. Juli 1997 in Colorado; † 8. Juni 2018 in Tarzana, Kalifornien) war ein US-amerikanischer Schauspieler und Singer-Songwriter. 

## Leben
Odells Schauspielkarriere begann im Alter von elf Jahren mit kleinen Rollen in Private Practice und Tripp’s Rockband. Er wirkte unter anderem in Modern Family,  iCarly und The Goldbergs mit.
In den letzten Jahren war Odell Singer-Songwriter auf dem Gebiet der Country-Musik. Seine Kompositionen erschienen unter anderem auf den Soundtracks zu den Filmen Great Plains (2016) und Forever My Girl (2018).
Jackson Odell wurde am 8. Juni 2018 in einer Entzugsklinik in Tarzana, Los Angeles tot aufgefunden. Als Todesursache wurde später eine Überdosis Heroin und Kokain festgestellt.

## Filmografie
- 2009: Tripp’s Rockband
- 2009: Private Practice (1 Folge)
- 2010–2012: Modern Family (2 Folgen)
- 2011/2012: I Have Friends (3 Folgen)
- 2012: iCarly (1 Folge)
- 2013: Arrested Development (1 Folge)
- 2013: Jessie (1 Folge)
- 2013–2015: Die Goldbergs (8 Folgen)
- 2014: The Fosters (1 Folge)
- 2016: Astrid Clover (1 Folge)

## Soundtracks
mit Songs von Jackson Odell
- 2016 Great Plains
- 2018 Forever My Girl